# Deklaration (politik)
Deklaration var tidigare en vanlig benämning på mellanstatliga, bindande överenskommelser. Ordet deklaration kommer från latinets declara'tio (tillkännagivande och förklaring), av decla'ro som betyder göra klart och förklara. Numera förekommer begreppet sällan i samma betydelse som när deklarationen i Haag 1899 beslutade om förbud mot dumdumkulor.
Förenta nationerna (FN) använder fortfarande termen deklaration för de av generalförsamlingen antagna resolutionerna, men till skillnad från de tidiga deklarationerna är dessa inte juridiskt bindande. I Sverige används termen förklaring istället, exempelvis i 1948 års allmänna förklaring om mänskliga rättigheter.